# 日本製鉄堺体育館
日本製鉄堺体育館(にほんせいてつさかいたいいくかん)は、大阪府堺市にある、日本製鉄所有の体育館。

## 概要
V.LEAGUEに所属する堺ブレイザーズの本拠地かつ練習場であり、堺ブレイザーズ誕生10周年の2010年に設立された。
2012年3月10日、11日には、堺ブレイザーズのホームゲームとしてV・プレミアリーグ（現在のV.LEAGUEに相当）の公式戦も開催された。
2020年以降、V.LEAGUEにおいて1会場で1試合のみの開催が増え、そのタイミングで堺ブレイザーズのホームゲームが多く開催されるようになった。

## 交通
- 南海バス「緑町」から徒歩2分[7]
- 南海バス「塩浜町」から徒歩7分[7]
- 駐車場あり[2]